# John Gibson
John Gibson (Conwy, 19 de junho de 1790 - Roma, 7 de janeiro de 1866) foi um escultor do País de Gales.
Começou a desenhar com nove anos de forma espontânea, copiando figuras que via em vitrines, e com 14 anos entrou como aprendiz de pintura numa oficina de pintores e entalhadores em Liverpool, mas logo cansou-se e pediu para ser instruído na escultura em madeira, e logo na pedra. Deixou a oficina e passou para a supervisão de um certo Mr. Francis, e começou a chamar a atenção pela qualidade de seus trabalhos. Conhecendo o historiador William Roscoe, teve acesso à sua biblioteca clássica, entrou em contato com obras de artistas italianos e contou com a orientação intelectual de Roscoe, que o encaminhou para o estudo da arte da Grécia Antiga. Então foi matriculado na Royal Academy, onde John Flaxman reconheceu seu mérito e acompanhou seu progresso. Em 1819 viajou para Roma para se aperfeiçoar, conhecendo Canova e sendo muito influenciado por ele, inclusive recebendo apoio financeiro.
Suas obras essa fase já mostravam grande maturidade, e ele foi apresentado por Canova a vários patronos influentes, produzindo outras obras de grande valor. Em 1836 foi aceito como membro da Royal Academy, à qual doou suas propriedades e obras remanescentes em seu estúdio. Morreu em Roma e foi sepultado no Cemitério Protestante.